# Riccardia stipatiflora
Riccardia stipatiflora là một loài rêu trong họ Aneuraceae. Loài này được Stephani Pagan mô tả khoa học đầu tiên năm 1942.